# Canton de Haute-Ardèche
Le canton de Haute-Ardèche, précédemment appelé canton de Thueyts, est une circonscription électorale française située dans le département de l'Ardèche et la région Auvergne-Rhône-Alpes. À la suite du redécoupage cantonal de 2014, les limites territoriales du canton sont remaniées. Le nombre de communes du canton passe de 13 à 41.

## Histoire
Le canton est créé en 1790 sous la dénomination de « canton de Thueyts ». Il regroupe alors 13 communes. À la suite du redécoupage cantonal de 2014, le nombre de communes passe à 41. Le canton est renommé en 2016 « canton de Haute-Ardèche ».

## Géographie

### Situation
Au sein du département de l'Ardèche, le canton de Thueyts se place dans sa partie centrale-ouest. Le canton est organisé autour de son chef-lieu Thueyts, localité située à une quinzaine de kilomètres à l'ouest d'Aubenas, dans l'arrondissement de Largentière. Dans les grands espaces géographiques du département de l'Ardèche, le canton fait partie essentiellement de la Cévenne ardéchoise et de son piémont, une partie du territoire d'Astet étant néanmoins apparenté au plateau ardéchois.

### Cantons limitrophes
Ayant une forme allongée d'est en ouest, l'ancien canton de Thueyts est limitrophe de neuf autres anciens cantons ardéchois, répartis géographiquement de la manière suivante :
| Canton de Coucouron                 | Canton de Montpezat-sous-Bauzon Canton de Burzet | Canton d'Antraigues-sur-Volane |
| Canton de Saint-Étienne-de-Lugdarès | Canton de Thueyts                                | Canton de Vals-les-Bains       |
| Canton de Valgorge                  | Canton de Largentière                            | Canton d'Aubenas               |

### Axes de communication
La canton constitue géographiquement une porte d'entrée du plateau ardéchois depuis la vallée du Rhône, matérialisée par le col de la Chavade et la route nationale 102, qui traverse le canton de Thueyts d'est en ouest. La route départementale 19 assure le même rôle via le col de la Croix de Bauzon.

### Topographie et relief

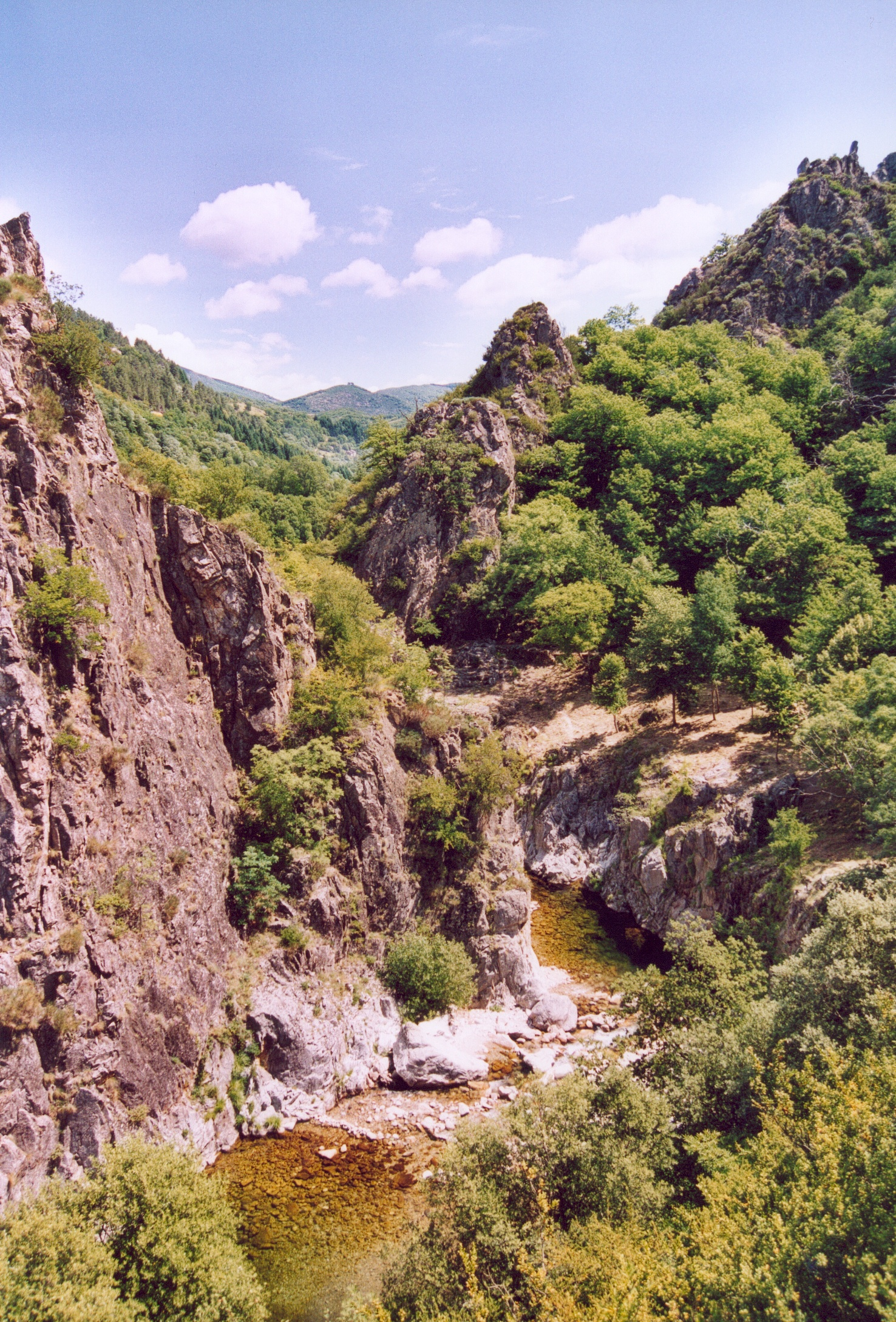
Haute-vallée de l'Ardèche à Thueyts.

L'altitude du canton de Thueyts varie entre 243 mètres à Prades jusqu'à 1 548 mètres aux Valadous, sommet placé au sein de la localité d'Astet. L'altitude moyenne cantonale s’élève à 519 mètres, l'amplitude d'altitude au sein du canton dépassant 1 300 mètres. Le canton comprend en son sein les sources et les hautes-vallées de l'Ardèche et de son affluent Le Lignon. Le canton comprend notamment l'essentiel de l'ubac du Tanargue, ainsi que la quasi-totalité du serre de la Croix de Bauzon.

## Représentation

### Conseillers généraux du canton de Thueyts de 1833 à 2015
| Période | Période           | Identité                          | Étiquette    | Qualité                                                                                                   |
| ------- | ----------------- | --------------------------------- | ------------ | --- |
| 1833    | 1852              | Pierre Roche                      |              | Négociant - Maire de Jaujac                                                                               |
| 1852    | 1855              | Gaston de Clamouze                |              | Rentier à Jaujac                                                                                          |
| 1855    | 1870              | Joachim Ange Oscar, Comte de Blou | Droite       | Rentier, propriétaire - Maire de Thueyts                                                                  |
| 1870    | 1871              | Joseph Chabalier                  | Droite       | Rentier, propriétaire, ingénieur des Mines                                                                |
| 1871    | 1886              | Joachim Ange Oscar, Comte de Blou | Droite       | Rentier, propriétaire - Maire de Thueyts                                                                  |
| 1886    | 1906 (décès)      | Victor Chabaud                    | Rad.         | Médecin - Maire de Jaujac                                                                                 |
| 1906    | 1911 (annulation) | Augustin Séveyrac                 | Rad.         | Négociant - Maire de Thueyts                                                                              |
| 1911    | 1919              | Jules Reynaud                     | Rad.         | Négociant, conseiller d'arrondissement                                                                    |
| 1919    | 1928              | Louis Antériou                    | PRS          | Député (1919-1931) - Ministre (1925 et 1928-1929) Maire de La Voulte                                      |
| 1928    | 1931 (décès)      | Xavier Combouilhaud (1872-1931)   | Conservateur | Notaire - Maire de Meyras                                                                                 |
| 1931    | 1940              | Frédéric Beaume                   | Rad.         | Industriel - Maire de Pont-de-Labeaume                                                                    |
|         |                   |                                   |              | |
| 1945    | 1958              | Édouard Froment                   | SFIO         | Directeur de banque Président du conseil général (1945-1946 et 1955-1958) Député (1932-1940 et 1945-1951) |
| 1958    | 1964              | Lucien Coudène                    | Centriste    | Industriel - Maire de Mayres                                                                              |
| 1964    | 1973 (décès)      | Jean Delenne                      | PCF          | Médecin - Maire de Jaujac (1965-1973)                                                                     |
| 1973    | 1976              | Maurice Marcou                    | DVD          | Ingénieur en chef des Ponts et Chaussées Maire de Lalevade-d'Ardèche                                      |
| 1976    | 1982              | René Vidal                        | PCF          | Directeur d'école Maire de Barnas (1959-2001)                                                             |
| 1982    | 1994              | Jean Moulin                       | UDF-CDS      | Docteur vétérinaire Ancien Député (1962-1968) Maire de Thueyts (1977-1995)                                |
| 1994    | 2015              | Gérard Bruchet                    | DVG          | Professeur en retraite Maire de Meyras (1983-2019) Vice-président du conseil général                      |

#### Tendances politiques
À l'instar de la plupart des cantons de la Cévenne ardéchoise, la canton de Thueyts est plutôt situé à gauche de l'échiquier politique avec une tendance principalement socialiste et une composante radicale non négligeable. Il est également à noter que les candidats CPNT, comme dans de nombreux cantons ardéchois, réalisent souvent dans l'électorat des scores bien plus élevés que la moyenne nationale. De manière quasi systématique, et comme souvent dans les zones rurales, la participation au scrutin est plus importante que la moyenne nationale.
Le canton de Thueyts a été représenté de 1994 à 2015 par Gérard Bruchet, élu de sensibilité socialiste. Le canton, qui a fait l'objet de nombreuses alternances après-guerre, était auparavant communiste de 1976 jusqu'en 1982, puis centriste de 1982 à 1994.

### Conseillers d'arrondissement du canton de Thueyts (de 1833 à 1940)
| Période                                  | Période | Identité                          | Étiquette | Qualité |
| ---------------------------------------- | ------- | --------------------------------- | --------- | --- |
| 1833                                     | 1842    | Jean Gay (1793-1859)              |           | Notaire à Thueyts                                                                                           |
| 1842                                     | 1848    | Jean Ferdinand Sauzet (1813-1886) |           | Propriétaire à Jaujac                                                                                       |
|                                          |         |                                   |           | |
| 1889                                     |         | Charles Testud                    |           | Propriétaire et moulinier à Pont-de-Labeaume                                                                |
| 1911                                     | 1913    | Paul Souléliac                    |           | Industriel à Jaujac                                                                                         |
| 1913                                     |         | André Courthial                   | Radical   | Directeur de la compagnie des eaux minérales du Pestrin, à Pont-de-Labeaume                                 |
|                                          |         |                                   |           | |
| 1925                                     | 1931    | Fernand Sévenier (1889-1952)      | SFIO      | Secrétaire du syndicat CGT des mineurs du bassin houiller de Prades et Lalevade, maire de Lalevade          |
| 1931                                     | 1940    | Joseph Boissin                    | SFIO      | Maire de La Souche                                                                                          |
| 1940                                     |         |                                   |           | Les conseils d'arrondissement ont été suspendus par la loi du 12 octobre 1940 et n'ont jamais été réactivés |
| Les données manquantes sont à compléter. |         |                                   |           | |

### Conseillers départementaux du canton de Haute-Ardèche à partir de 2015
| Période élective | Période élective | Mandat | Mandat   | Identité         | Nuance | Nuance | Qualité                                                                 |
| ---------------- | ---------------- | ------ | -------- | ---------------- | ------ | ------ | ----------------------------------------------------------------------- |
| 2015             | 2021             | 2015   | 2021     | Jérôme Dalverny  |        | PS     | Conducteur de car, maire de Prades                                      |
| 2015             | 2021             | 2015   | 2021     | Bernadette Roche |        | PS     | Animatrice sportive Maire adjointe d'Usclades-et-Rieutord jusqu'en 2020 |
| 2021             | 2028             | 2021   | en cours | Jérôme Dalverny  |        | PS     | Conseiller sortant                                                      |
| 2021             | 2028             | 2021   | en cours | Bernadette Roche |        | PS     | Conseillère sortante                                                    |

#### Élections de mars 2015
À l'issue du premier tour des élections départementales de 2015, trois binômes sont en ballottage : Jacques Alexandre et Frédérique Plénat (Union de la Droite, 25,65 %), Jérôme Dalverny et Bernadette Roche (PS, 24,95 %) et Dominique Follet et Jany Peyreplane (FN, 21,27 %). Le taux de participation est de 61,86 % (7 486 votants sur 12 101 inscrits) contre 55,97 % au niveau départemental et 50,17 % au niveau national.
Au second tour, Jérôme Dalverny et Bernadette Roche (PS) sont élus avec 43,53 % des suffrages exprimés et un taux de participation de 63,89 % (3 225 voix pour 7 731 votants et 12 100 inscrits).

#### Élections de juin 2021
Le premier tour des élections départementales de 2021 est marqué par un très faible taux de participation (33,26 % au niveau national). Dans le canton de Haute-Ardèche, ce taux de participation est de 46,12 % (5 522 votants sur 11 972 inscrits) contre 37,36 % au niveau départemental. À l'issue de ce premier tour, deux binômes sont en ballottage : Jérôme Dalverny et Bernadette Roche (PS, 50,98 %) et Karine Accassat et Dominique Fialon (DVD, 30,46 %).
Le second tour des élections est marqué une nouvelle fois par une abstention massive équivalente au premier tour. Les taux de participation sont de 34,3 % au niveau national, 40,7 % dans le département et 49,05 % dans le canton de Haute-Ardèche. Jérôme Dalverny et Bernadette Roche (PS) sont élus avec 59,74 % des suffrages exprimés (3 274 voix pour 5 894 votants et 12 016 inscrits),,.

## Composition

### Composition avant 2015
Le canton de Thueyts regroupait treize communes.
| Nom                     | Code Insee | Codepostal | Superficie (km2) | Population (dernière pop. légale) | Densité (hab./km2) |
| ----------------------- | ---------- | ---------- | ---------------- | --------------------------------- | ------------------ |
| Thueyts (chef-lieu)     | 07322      | 07330      | 21,78            | 1 230 (2012)                      | 56                 |
| Astet                   | 07018      | 07330      | 34,45            | 38 (2012)                         | 1,1                |
| Barnas                  | 07025      | 07330      | 26,51            | 216 (2012)                        | 8,1                |
| Chirols                 | 07065      | 07380      | 6,91             | 261 (2012)                        | 38                 |
| Fabras                  | 07087      | 07380      | 7,52             | 389 (2012)                        | 52                 |
| Jaujac                  | 07107      | 07380      | 24,27            | 1 170 (2012)                      | 48                 |
| Lalevade-d'Ardèche      | 07127      | 07380      | 2,27             | 1 160 (2012)                      | 511                |
| Mayres                  | 07153      | 07330      | 30,07            | 265 (2012)                        | 8,8                |
| Meyras                  | 07156      | 07380      | 12,31            | 913 (2012)                        | 74                 |
| Pont-de-Labeaume        | 07178      | 07380      | 4,66             | 578 (2012)                        | 124                |
| Prades                  | 07182      | 07380      | 9,79             | 1 200 (2012)                      | 123                |
| Saint-Cirgues-de-Prades | 07223      | 07380      | 3,48             | 128 (2012)                        | 37                 |
| La Souche               | 07315      | 07380      | 31,52            | 358 (2012)                        | 11                 |

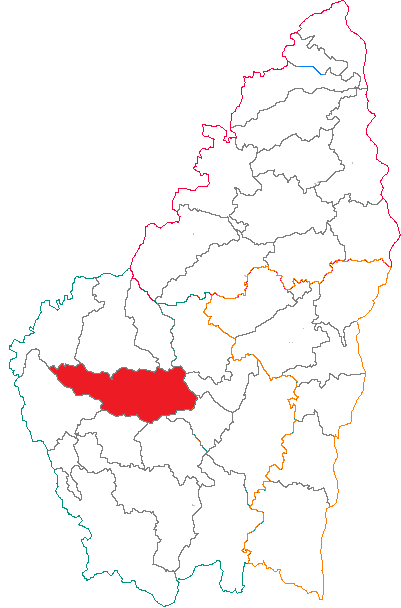
Situation du canton de Thueyts dans le département de l'Ardèche avant 2015.
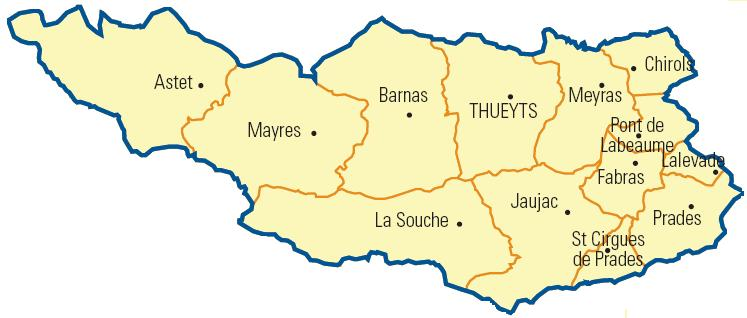
Carte du canton avant 2015.

### Composition à partir de 2015
Après le redécoupage cantonal de 2014, le nouveau canton de Haute-Ardèche était composé de quarante et une communes.
À la suite de la fusion, au 1er janvier 2019, de Saint-Laurent-les-Bains et de Laval-d'Aurelle pour former la commune de Saint-Laurent-les-Bains-Laval-d'Aurelle, le nombre de communes descend à 40.
| Nom                                     | Code Insee | Intercommunalité                  | Superficie (km2) | Population (dernière pop. légale) | Densité (hab./km2) | Modifier                                    |
| --------------------------------------- | ---------- | --------------------------------- | ---------------- | --------------------------------- | ------------------ | ------------------------------------------- |
| Thueyts (bureau centralisateur)         | 07322      | CC Ardèche des Sources et Volcans | 21,78            | 1 208 (2022)                      | 55                 | modifier les données · modifier les données |
| Astet                                   | 07018      | CC Montagne d'Ardèche             | 34,45            | 57 (2022)                         | 1,7                | modifier les données · modifier les données |
| Barnas                                  | 07025      | CC Ardèche des Sources et Volcans | 26,51            | 207 (2022)                        | 7,8                | modifier les données · modifier les données |
| Le Béage                                | 07026      | CC Montagne d'Ardèche             | 32,83            | 255 (2022)                        | 7,8                | modifier les données · modifier les données |
| Borne                                   | 07038      | CC Montagne d'Ardèche             | 32,01            | 45 (2022)                         | 1,4                | modifier les données · modifier les données |
| Burzet                                  | 07045      | CC Ardèche des Sources et Volcans | 38,06            | 529 (2022)                        | 14                 | modifier les données · modifier les données |
| Cellier-du-Luc                          | 07047      | CC Montagne d'Ardèche             | 14,73            | 91 (2022)                         | 6,2                | modifier les données · modifier les données |
| Chirols                                 | 07065      | CC Ardèche des Sources et Volcans | 6,91             | 270 (2022)                        | 39                 | modifier les données · modifier les données |
| Coucouron                               | 07071      | CC Montagne d'Ardèche             | 23,89            | 767 (2022)                        | 32                 | modifier les données · modifier les données |
| Cros-de-Géorand                         | 07075      | CC Montagne d'Ardèche             | 43,39            | 151 (2022)                        | 3,5                | modifier les données · modifier les données |
| Fabras                                  | 07087      | CC Ardèche des Sources et Volcans | 7,52             | 458 (2022)                        | 61                 | modifier les données · modifier les données |
| Issanlas                                | 07105      | CC Montagne d'Ardèche             | 28,40            | 103 (2022)                        | 3,6                | modifier les données · modifier les données |
| Issarlès                                | 07106      | CC Montagne d'Ardèche             | 18,44            | 125 (2022)                        | 6,8                | modifier les données · modifier les données |
| Jaujac                                  | 07107      | CC Ardèche des Sources et Volcans | 24,27            | 1 229 (2022)                      | 51                 | modifier les données · modifier les données |
| Le Lac-d'Issarlès                       | 07119      | CC Montagne d'Ardèche             | 14,35            | 251 (2022)                        | 17                 | modifier les données · modifier les données |
| Lachapelle-Graillouse                   | 07121      | CC Montagne d'Ardèche             | 20,48            | 188 (2022)                        | 9,2                | modifier les données · modifier les données |
| Lalevade-d'Ardèche                      | 07127      | CC Ardèche des Sources et Volcans | 2,27             | 1 153 (2022)                      | 508                | modifier les données · modifier les données |
| Lanarce                                 | 07130      | CC Montagne d'Ardèche             | 22,37            | 209 (2022)                        | 9,3                | modifier les données · modifier les données |
| Laveyrune                               | 07136      | CC Montagne d'Ardèche             | 13,44            | 109 (2022)                        | 8,1                | modifier les données · modifier les données |
| Lavillatte                              | 07137      | CC Montagne d'Ardèche             | 18,60            | 43 (2022)                         | 2,3                | modifier les données · modifier les données |
| Lespéron                                | 07142      | CC Montagne d'Ardèche             | 24,99            | 321 (2022)                        | 13                 | modifier les données · modifier les données |
| Mayres                                  | 07153      | CC Ardèche des Sources et Volcans | 30,07            | 264 (2022)                        | 8,8                | modifier les données · modifier les données |
| Mazan-l'Abbaye                          | 07154      | CC Montagne d'Ardèche             | 44,79            | 124 (2022)                        | 2,8                | modifier les données · modifier les données |
| Meyras                                  | 07156      | CC Ardèche des Sources et Volcans | 12,31            | 906 (2022)                        | 74                 | modifier les données · modifier les données |
| Montpezat-sous-Bauzon                   | 07161      | CC Ardèche des Sources et Volcans | 27,23            | 756 (2022)                        | 28                 | modifier les données · modifier les données |
| Péreyres                                | 07173      | CC Ardèche des Sources et Volcans | 12,63            | 49 (2022)                         | 3,9                | modifier les données · modifier les données |
| Le Plagnal                              | 07175      | CC Montagne d'Ardèche             | 16,07            | 65 (2022)                         | 4,0                | modifier les données · modifier les données |
| Pont-de-Labeaume                        | 07178      | CC Ardèche des Sources et Volcans | 4,66             | 572 (2022)                        | 123                | modifier les données · modifier les données |
| Prades                                  | 07182      | CC Ardèche des Sources et Volcans | 9,79             | 1 184 (2022)                      | 121                | modifier les données · modifier les données |
| Le Roux                                 | 07200      | CC Montagne d'Ardèche             | 16,43            | 64 (2022)                         | 3,9                | modifier les données · modifier les données |
| Sagnes-et-Goudoulet                     | 07203      | CC Montagne d'Ardèche             | 25,02            | 119 (2022)                        | 4,8                | modifier les données · modifier les données |
| Saint-Alban-en-Montagne                 | 07206      | CC Montagne d'Ardèche             | 13,94            | 65 (2022)                         | 4,7                | modifier les données · modifier les données |
| Saint-Cirgues-de-Prades                 | 07223      | CC Ardèche des Sources et Volcans | 3,48             | 140 (2022)                        | 40                 | modifier les données · modifier les données |
| Saint-Cirgues-en-Montagne               | 07224      | CC Montagne d'Ardèche             | 21,78            | 215 (2022)                        | 9,9                | modifier les données · modifier les données |
| Saint-Étienne-de-Lugdarès               | 07232      | CC Montagne d'Ardèche             | 50,34            | 407 (2022)                        | 8,1                | modifier les données · modifier les données |
| Saint-Laurent-les-Bains-Laval-d'Aurelle | 07262      | CC Montagne d'Ardèche             | 35,48            | 184 (2022)                        | 5,2                | modifier les données · modifier les données |
| Saint-Pierre-de-Colombier               | 07282      | CC Ardèche des Sources et Volcans | 9,43             | 443 (2022)                        | 47                 | modifier les données · modifier les données |
| Sainte-Eulalie                          | 07235      | CC Montagne d'Ardèche             | 22,11            | 209 (2022)                        | 9,5                | modifier les données · modifier les données |
| La Souche                               | 07315      | CC Ardèche des Sources et Volcans | 31,52            | 384 (2022)                        | 12                 | modifier les données · modifier les données |
| Usclades-et-Rieutord                    | 07326      | CC Montagne d'Ardèche             | 12,46            | 110 (2022)                        | 8,8                | modifier les données · modifier les données |
| Canton de Haute-Ardèche                 | 0713       |                                   | 869,23           | 14 029 (2022)                     | 16                 | modifier les données                        |

## Démographie

### Démographie avant 2015
| 1962  | 1968  | 1975  | 1982  | 1990  | 1999  | 2006  | 2011  | 2012  |
| ----- | ----- | ----- | ----- | ----- | ----- | ----- | ----- | ----- |
| 7 509 | 7 156 | 7 031 | 6 730 | 6 536 | 6 682 | 7 497 | 7 894 | 7 906 |

Après plus d'un siècle d'érosion lié à l'exode rural et à la Première Guerre mondiale, la population du canton retrouve une certaine progression depuis 1990. Le canton figure parmi les plus fortes hausses de population d'Ardèche entre 1999 et 2006 : + 1,7 % par an en moyenne. La population est très irrégulièrement répartie au sein du canton. Les municipalités de l'est cantonal, situées dans la vallée de l'Ardèche près d'Aubenas, connaissent de hautes densités de population : Lalevade-d'Ardèche (519 hab./km2), Pont-de-Labeaume (125 hab./km2), Prades (112 hab./km2). Au contraire, les localités sises dans la Cévenne ardéchoise, à l'ouest du canton, affichent des densités de population très faibles, comme La Souche (11 hab./km2), Mayres (8,7 hab./km2) et Barnas (8,5 hab./km2). Astet, localisé sur le plateau ardéchois, affiche la plus faible densité du canton : 1,3 habitant/km2, la municipalité ne compte que 43 habitants permanents pour une superficie avoisinant 3 500 hectares.

### Démographie depuis 2015
En 2022, le canton comptait 14 029 habitants, en évolution de −0,22 % par rapport à 2016 (Ardèche : +2,48 %, France hors Mayotte : +2,11 %).
| 2013   | 2018   | 2022   |
| ------ | ------ | ------ |
| 14 274 | 13 914 | 14 029 |

## Tourisme

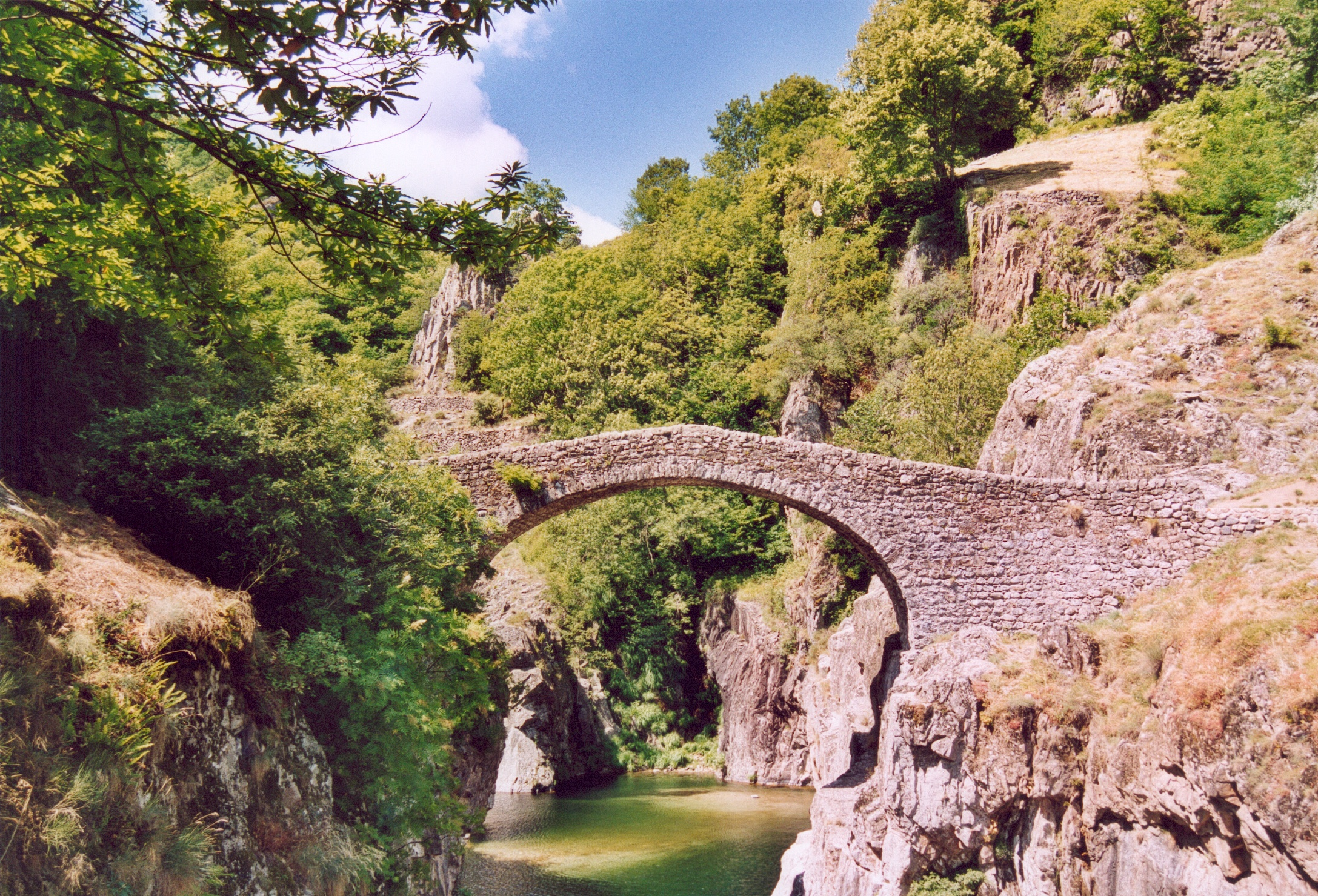
L'Ardèche et le Pont du Diable à Thueyts

Le canton possède de nombreuses installations consacrées au tourisme. Aux abords de l'Ardèche et du Lignon, il existe des campings fréquentés principalement par des touristes néerlandais, belges, allemands et français. La station thermale de Neyrac-les-Bains, située à Meyras fait partie des trois stations thermales du département de l'Ardèche.
L'extrême-ouest du canton comprend deux stations de sports d'hiver : La Croix de Bauzon, station de ski alpin comprise au sein de La Souche, et La Chavade - Bel-Air, station nordique appartenant à la commune d'Astet. Ces deux stations sont reliées par un circuit raquettes.
La haute-vallée de l'Ardèche, notamment au niveau du pont du Diable à Thueyts, comprend des lieux d'activités variées : rafting, canyoning, via ferrata ou escalade. De nombreux sentiers de randonnées sont présents au sein du Tanargue et du serre de la Croix de Bauzon. Le village de Jaujac est classé « village de caractère » et possède le siège du parc naturel régional des Monts d'Ardèche. Le canton possède un grand nombre de résidences secondaires fréquentées principalement l'été, le taux de résidences secondaires dépassant la moitié du parc total de logements à Mayres (53,7 %) et à La Souche (51,5 %).

## Galerie

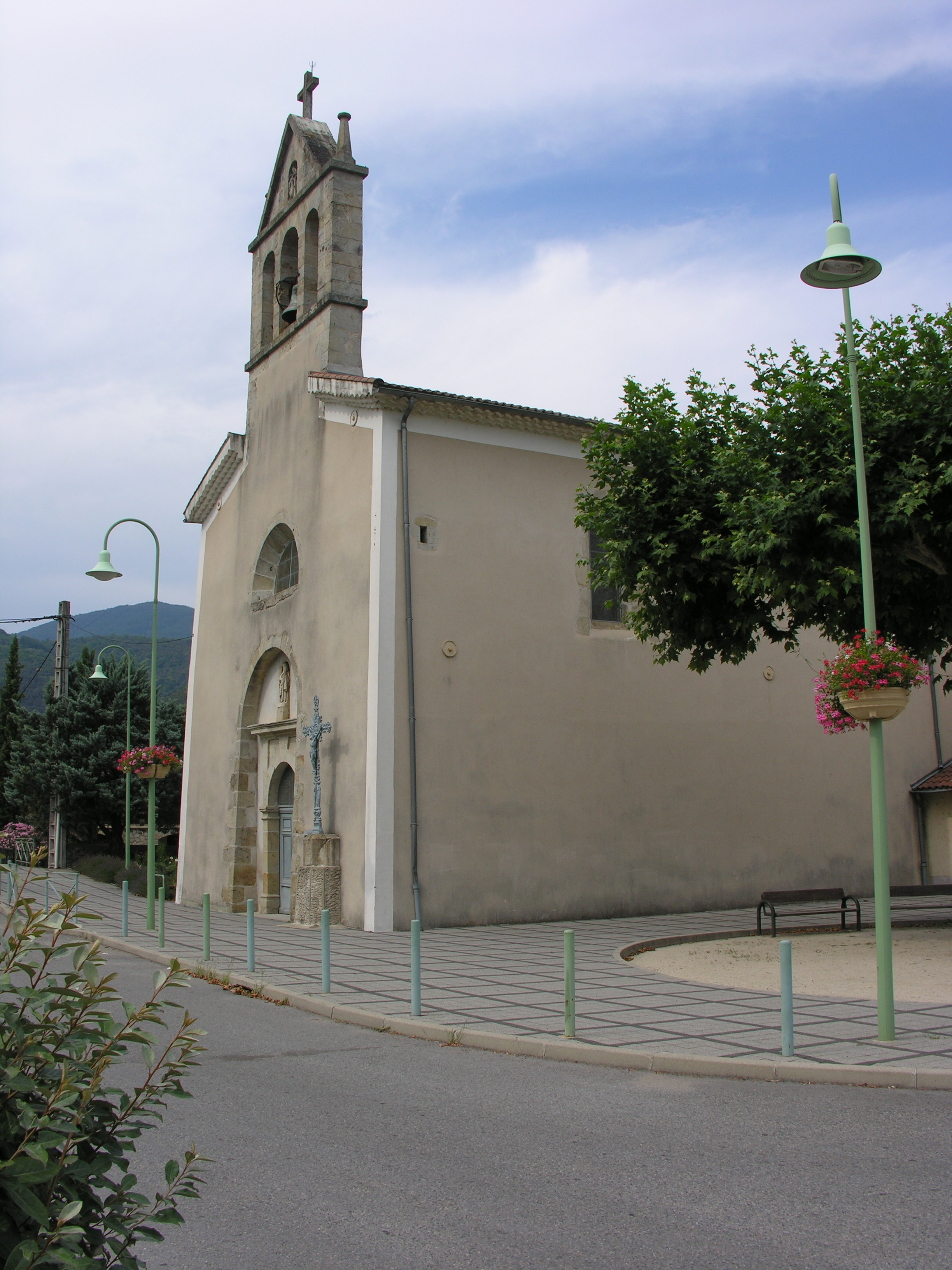
Église  de Lalevade-d'Ardèche.
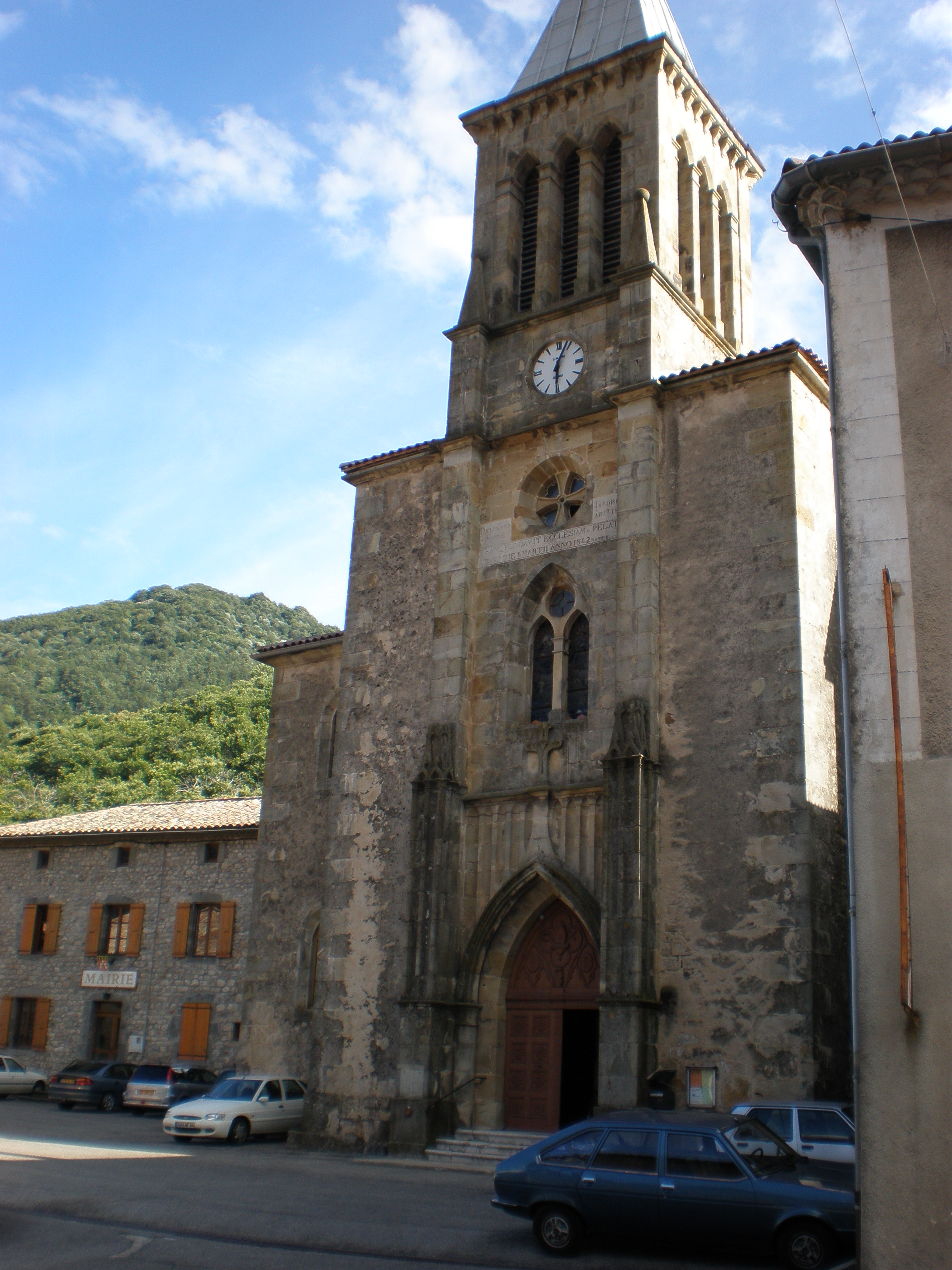
Église de Mayres.
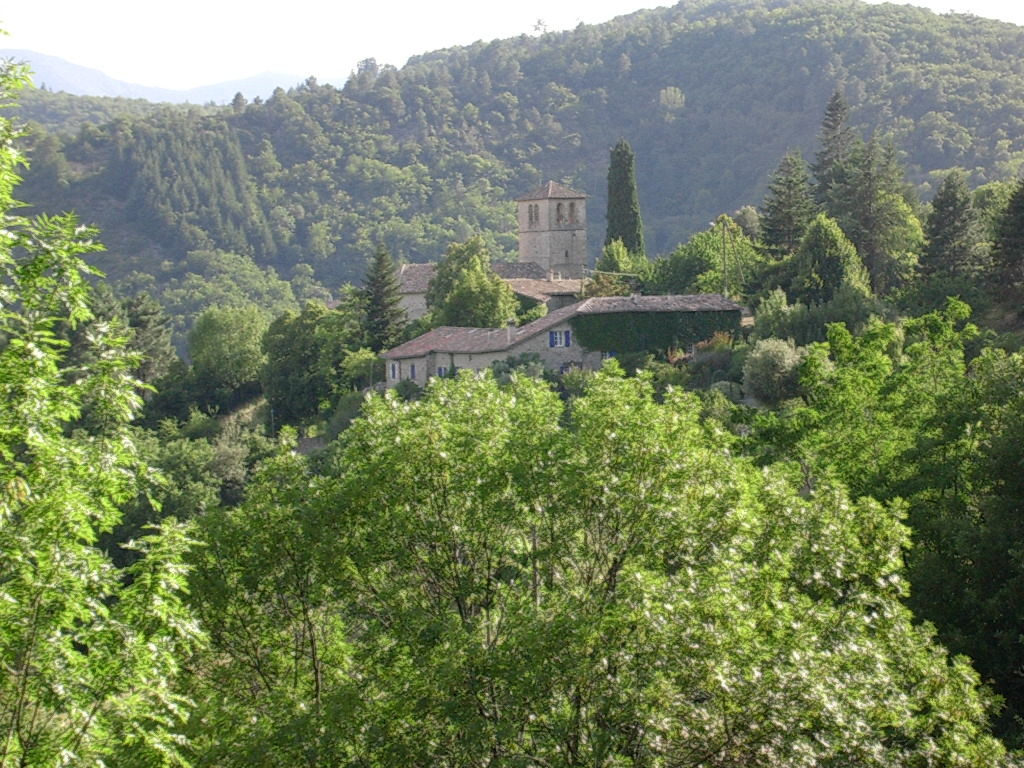
Pont-de-Labeaume : Église de Niègles.
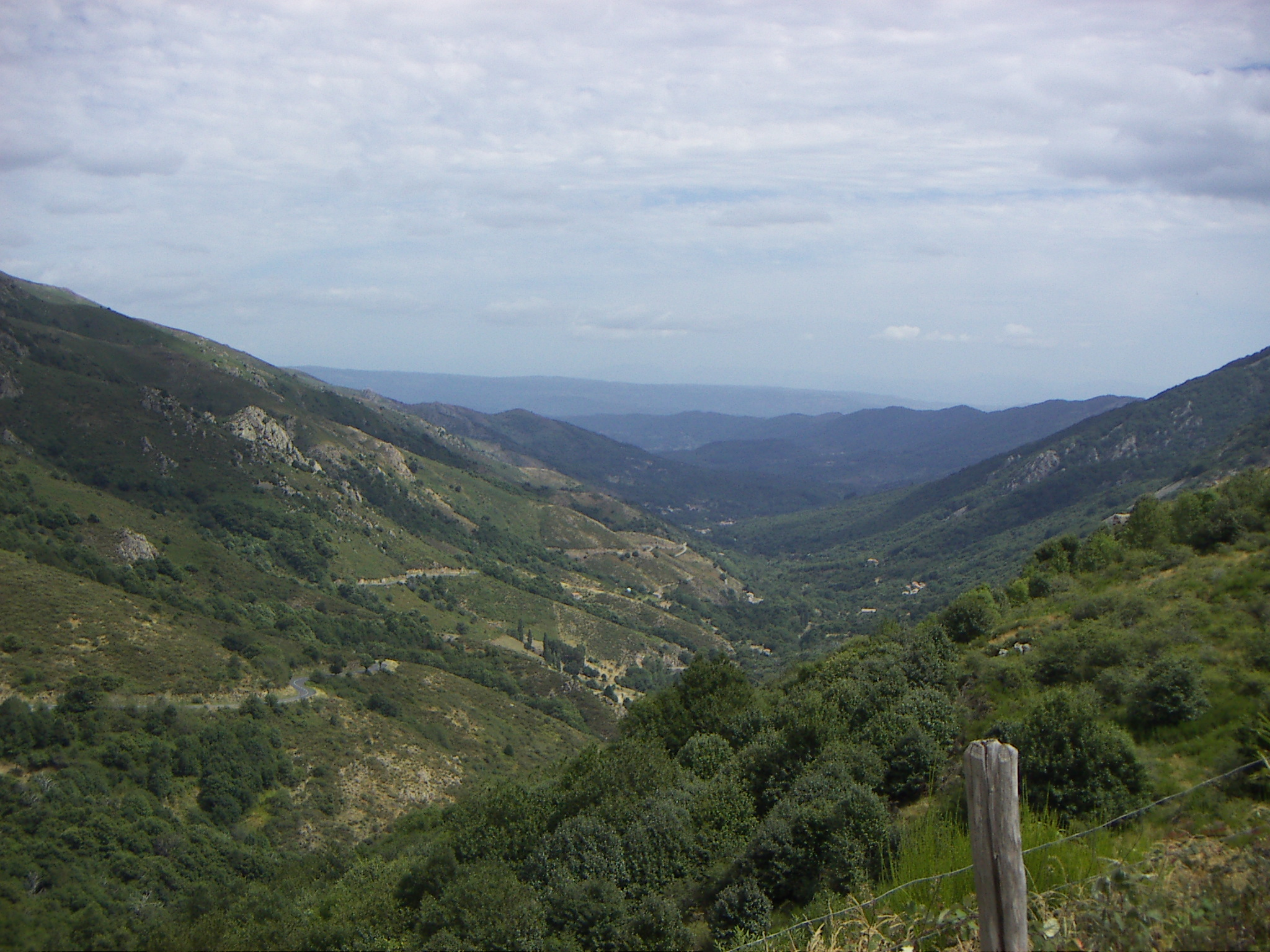
La Souche : vue sur la vallée du Lignon.